# جمال النجار
جمال النجار (13 مايو 1957) فنان فلسطيني ولد في مخيم رفح من قطاع غزة بفلسطين.

## الطفولة
ولد لأب فلسطيني وأم فلسطينية هجروا إبان حرب عام 1948 من بلدة يبنا، قضاء الرملة، لواء اللد وتربى في مخيم رفح ودرس الابتدائية في مدارس وكالة الأمم المتحدة لإغاثة وتشغيل اللاجئين الفلسطينيين حيث اكتشف موهبة الغناء وحب الموسيقى فتتلمذ على يد أستاذه للموسيقى عباس خضر على أنغام وألحان الفنان الفلسطيني مهدي سردانة.

## انتقالاته
انتقل جمال النجار مع عائلته إلى مخيمات الشتات إبان حرب 1967 في الأردن وسوريا وتحديدا مخيم اليرموك الذي أنهى فيه دراسته الإعدادية وانتقل بعدها عام 1973 إلى مصر للدراسة الثانوية بعد انتقال والده للعمل هناك إثر استشهاد خاله القائد أبو يوسف النجار الذي كان شريكه في العمل.
بعد الثانوية العامة ذهب إلى لبنان متطوعا في أواخر السبعينيات، حيث عمل في مواقع الثورة الفلسطينية مقاتلا في صفوفها إلى أن غادرها عام 1979 إلى العمل في المحطات اللاسلكية لمكاتب منظمة التحرير الفلسطينية في الخارج، وعمل في إيران وأفغانستان والباكستان ويوغوسلافيا والمجر وبولندا وتونس ورومانيا، وخلال عمله في هذه المكاتب والسفارات كان قد تعلم واتقن العزف على العود وانغمس في الإنشاد لفلسطين والغناء على مسارح كثيرة، وجاب أصقاع الأرض حاملا عوده حيث عمل مديرا عاما في التوجيه السياسي والوطني ومديرا عاما للفنون فيها وأشرف على معظم احتفالات وفعاليات وأنشطة ومهرجانات السلطة الوطنية التي كانت هيئة التوجيه السياسي والوطني هي الجهة المخولة بذلك.

## مسيرته الفنية والتمثيلية
غنى لبلده «شد حيلك يا بلد» للشاعرة كفاح الغصين وللقدس «يا قدس يا حبيبتي» للشاعر معين بسيسو وللانتفاضة «حيا الله رجال لسويلم العبسي» ولشعبه في فلسطين التاريخية «ناصرتي الحبيبة» للشاعر توفيق زياد وللأسرى من وراء القضبان «يا خي» لعبد الفتاح مقداد ودرس «الإملاء» لخالد جمعة و«خطف وموت» لبشير الراعي و«لعبة الأيام» لمنير السباح و«يسلم صوتك» لإلهام أبو ظاهر و«رفح على خط النار» لخليل مكاوي و«فارس الفرسان» لعبد الرحيم نتيل. كما أن له أعملا تمثيلية حيث ظهر في الفيلم الحربي «الملازم» للمخرج سويلم العبسي وشارك في مسلسل وطني بعنوان «وأنت يا قدس» للمخرج عاطف عيسى وغنى مقدمات أفلام ومسلسلات عديدة. كما غنى على مسرح قرطاج لفلسطين عام 1987 ومثل فلسطين في العديد من المهرجانات الدولية والفعاليات والاحتفالات، وخلال وجوده في سفارة فلسطين في رومانيا تخرج من أكاديمية العلوم الصحفية حيث درس الصحافة في جامعة بوخارست وكان ذلك رغما عنه حيث فرض عليه آنذاك السفير عزت أبو الرب (خطاب) الدراسة ومنحه مقعد فلسطين ليكمل دراسته، كما عمل جمال النجار في المسرح وقام ببطولة مسرحية دلال المغربي للمخرج الدكتور صلاح القدومي والكاتب عبد الفتاح مقداد.

## الجوائز
حصل جمال النجار على أكثر من خمسين شهادة تكريم وتقدير وما يقرب من ثلاثون درعا تكريميا وجائزة الأغنية الوطنية الملتزمة لفلسطين وكرمته السلطة الوطنية والرئيس محمود عباس في احتفالية كبيرة في رام الله بإشراف هيئة التوجيه السياسي والوطني ومنحه القائد ياسر عرفات جواز سفر دبلوماسي كسفير للأغنية والفنون الفلسطينية لتمثيلها عربيا ودوليا.